# Glas (essai philosophique)
Pour les articles homonymes, voir Glas (homonymie).
Glas est un ouvrage philosophique de Jacques Derrida, paru en 1974 chez Galilée, « collection Digraphe »  (ISBN 978-2-7186-0015-4).